# Cheeseburger film sandwich
Pour plus de détails, voir Fiche technique et Distribution.
Cheeseburger film sandwich (Amazon Women on the Moon) est un film à sketches américain réalisé par John Landis, Joe Dante, Carl Gottlieb, Peter Horton et Robert K. Weiss et sorti en 1987.

## Synopsis
Les divers sketches ont comme fil conducteur le film de science-fiction fictif Amazon Women on the Moon dont la diffusion sur WIDB-TV (channel 8) est sans cesse interrompue notamment par des publicités.
- Mondo Condo de John Landis : un homme (Arsenio Hall) doit faire face à de multiples dangers domestiques tandis qu'un inconnu l'appelle sans cesse au téléphone pour parler à une certaine Selma.
- Pethouse Video de Carl Gottlieb : la superbe Taryn Steele nous parle de sa vie en toute simplicité, dans le plus simple appareil.
- Murray in Videoland de Robert K. Weiss : Murray découvre les joies de la télécommande mais se retrouve bientôt lui-même prisonnier du petit écran.
- Hospital de John Landis : dans une clinique, Brenda et Harry Landers, viennent tout juste de devenir parents. Mais il découvrent que leur nouveau-né a été « temporairement égaré ».
- Hair Looming de Joe Dante : une publicité fait la promotion d'un procédé révolutionnaire de transplantation de cheveux.
- Amazon Women on the Moon de Robert K. Weiss : un équipage américain se rend sur la Lune.

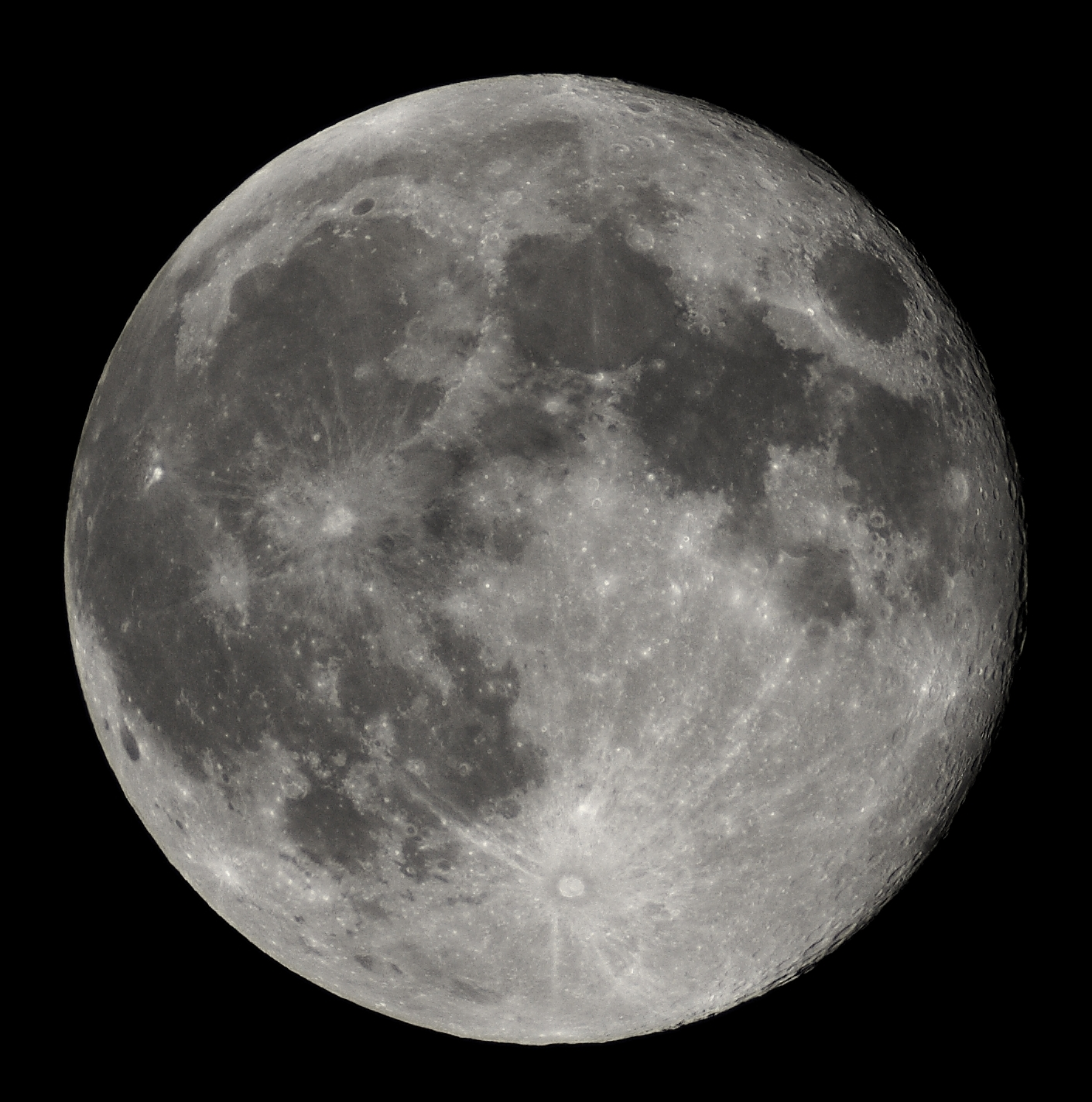
Le voyage vers la Lune était encore de la science-fiction dans les années 1950.

- Blacks Without Soul de John Landis : une publicité évoque une campagne de dons visant à réintégrer dans la société des « personnes noires sans âme ».
- Two I.D.'s de Peter Horton : Jerry Stone, séducteur invétéré, espère courtiser la belle Karen. Mais celle-ci lui demande deux pièces d'identité et obtient, grâce à une machine révolutionnaire, le détail des précédentes conquêtes de son prétendant.
- Bullshit or not? de Joe Dante : une émission télévisée enquête sur les grands mystères de l'Humanité. Aujourd'hui, on apprend notamment que, reconstitution à l'appui, Jack l'Éventreur était probablement le monstre du Loch Ness !
- Critic's Corner de Joe Dante : dans une émission culturelle, deux critiques cinématographiques échangent leur point de vue sur des films récents. Aujourd'hui, ils présentent leur nouvelle rubrique Real Life Reviews dans laquelle ils critiquent la vie d'un de leurs téléspectateurs.
- Silly Paté de Robert K. Weiss : une publicité présente un pâté révolutionnaire qui saura égayer vos soirées entre amis.
- Roast Your Loved One de Joe Dante : durant la cérémonie funéraire pour le décès de Harvey Pitnik, l'éloge funèbre n'est… pas vraiment élogieux.
- Video Pirates de Robert K. Weiss : des « pirates » mettent la main sur une cargaison de VHS et LaserDiscs.
- Son of the Invisible Man de Carl Gottlieb : Griffin, le fils de l'homme invisible, n'a plus tous ses esprits et n'est pas aussi invisible qu'il se l'imagine.
- Art Sale de Carl Gottlieb : le Cosmopolitan Museum of Art arrive au terme de son bail. Le musée brade alors toute sa collection auprès du grand public.
- Titan Man de Robert K. Weiss : un jeune homme, George, se rend dans une pharmacie pour y acheter des préservatifs en toute discrétion (du moins le pense-t-il).
- Video Date de John Landis : un jeune homme, Ray, cherche une vidéo pour occuper son samedi soir. Le vendeur du vidéo-club lui propose une cassette très particulière.
- Reckless Youth de Joe Dante (épilogue post-générique) : Mary Brown vient se confier à un docteur qui lui diagnostique une « maladie sociale » après qu'elle s'est fourvoyée avec des personnes peu recommandables.

## Fiche technique
Sauf indication contraire, les informations mentionnées dans cette section peuvent être confirmées par la base de données cinématographiques IMDb,  présente dans la section « Liens externes ».
- Titre original : Amazon Women on the Moon

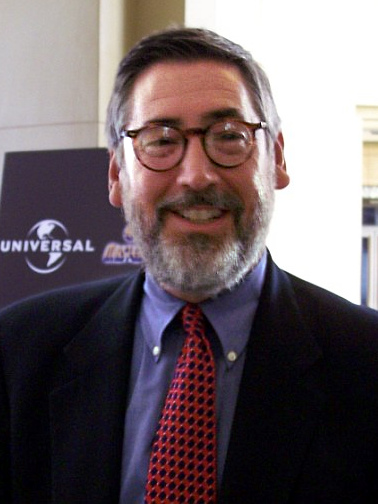
10 ans après Hamburger film sandwich, John Landis retrouve le genre du film à sketches.

- Titre français : Cheeseburger film sandwich
- Titres de travail : Kentucky Fried Sequel et The Best Movie Ever Made
- Réalisation : Joe Dante, Carl Gottlieb, Peter Horton, John Landis et Robert K. Weiss
- Scénario : Michael Barrie et Jim Mulholland (de)
- Photographie : Daniel Pearl
- Montage : Malcolm Campbell, Marshall Harvey et Bert Lovitt
- Musique : Ira Newborn
- Production : Robert K. Weiss
- Société de production : Universal Pictures
- Distribution : Universal Pictures (États-Unis)
- Pays d'origine :  États-Unis
- Langue originale : anglais
- Format : Noir et blanc, couleur - 35 mm - 1,85:1 - son mono
- Genre : comédie à sketches, science-fiction, satire, parodie
- Dates de sortie :
  - États-Unis : 18 septembre 1987
  - France : 15 février 1989

## Distribution
Source et légende : version française (VF) sur RS Doublage et selon le carton du doublage français sur le DVD zone 2.
Note : 1er doublage (1989) ; 2e doublage (années 2000)

### Mondo Condo
- Arsenio Hall (VF : Luc Florian) ; (VF : Lucien Jean-Baptiste) : l'homme

### Pethouse Video
- Donald F. Muhich (VF : José Luccioni) : Easterbrook
- Monique Gabrielle (VF : Virginie Ledieu) : Taryn Steele

### Murray in Videoland
- Lou Jacobi (VF : Philippe Dumat) ; (VF : Jean-Michel Farcy) : Murray
- Erica Yohn (VF : Lily Baron) : Selma
- Debby Davison (VF : Vanina Pradier) : la présentatrice météo
- Rob Krausz : le technicien météo
- Phil Hartman : le commentateur du baseball
- Corey Burton (VF : Patrick Guillemin) : le présentateur / le journaliste
- Monique Gabrielle : Taryn Steele, la femme du jacuzzi

### Hospital
- Michelle Pfeiffer (VF : Béatrice Delfe) ; (VF : Emmanuèle Bondeville) : Brenda Landers, la mère
- Peter Horton (VF : Julien Kramer) : Harry Landers, le père
- Griffin Dunne (VF : Luq Hamet) ; (VF : Thierry Wermuth) : le docteur
- Brian Ann Zoccola : l'infirmière

### Hair Looming
- Joe Pantoliano (VF : Michel Mella) ; (VF : Alexis Victor) : Sy Swerdlow
- Stanley Brock (de) : le client

### Amazon Women on the Moon
- Steve Forrest (VF : Daniel Beretta) ; (VF : Jacques Frantz) : le commandant Steve Nelson
- Robert Colbert (VF : Claude Rollet) ; (VF : Marc Cassot) : Blackie
- Joey Travolta (VF : Michel Mella) ; (VF : Bernard Métraux) : Butch
- Forrest J. Ackerman (VF : Jean-Pierre Leroux) ; (VF : Philippe Catoire) : le président des États-Unis
- Sybil Danning (VF : Béatrice Delfe) ; (VF : Pascale Vital) : la reine Lara
- Lana Clarkson (VF : Anne Deleuze) ; (VF : Vanina Pradier) : Alpha Beta

### Blacks Without Soul

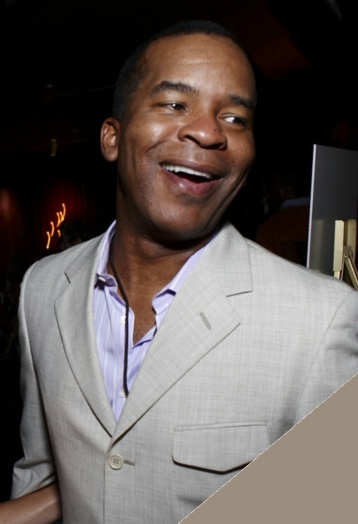
L'acteur David Alan Grier interprète Don « No Soul » Simmons.

- David Alan Grier : Don « No Soul » Simmons
- B. B. King (VF : Luc Florian) ; (VF : Benoît Allemane) : lui-même
- William Bryant (en) : l'homme républicain
- Roxie Roker : la femme républicaine
- Le Tari (en) (VF : Daniel Russo) : l'homme à la Volvo
- Christopher Broughton : le président du fan club de David Hartman

### Two I.D.'s
- Rosanna Arquette (VF : Céline Monsarrat) ; (VF : Marie-Laure Dougnac) : Karen
- Steve Guttenberg (VF : Daniel Russo) ; (VF : Damien Boisseau) : Jerry Stone

### Bullshit or not?
- Henry Silva (VF : Joël Martineau) : lui-même / le présentateur
- Sarah Lilly (VF : Laurence Crouzet) : la prostituée

### Critic's Corner
- Roger Barkley (en) (VF : Philippe Ogouz) : Jonathan Herbert
- Al Lohman (en) (VF : Philippe Dumat) ; (VF : Richard Leblond) : Frankel
- Archie Hahn (VF : Patrick Guillemin) : Harvey Pitnik, le téléspectateur
- Belinda Balaski (VF : Anne Deleuze) ; (VF : Danièle Douet) : Bernice Pitnik
- Justin Benham : le fils Pitnik
- Erica Gayle : la fille Pitnik

### Silly Paté
- Corey Burton (VF : Vincent Grass) : le présentateur
- T. K. Carter (VF : Thierry Desroses) : Bill
- Phil Proctor : Mike
- Ira Newborn : Fred
- Karen Montgomery (en) (VF : Vanina Pradier) : Karen

### Roast Your Loved One
- Archie Hahn : Harvey Pitnik, le défunt
- Belinda Balaski (VF : Anne Deleuze) ; (VF : Danièle Douet) : Bernice Pitnik, la veuve
- Robert Picardo (VF : Michel Mella) ; (VF : Jean-Louis Faure) : Rick Raddnitz
- Bryan Cranston : un ambulancier
- Rip Taylor (VF : Claude Rollet) ; (VF : Roger Carel) : lui-même
- Slappy White (en) (VF : Thierry Desroses) : lui-même
- Jackie Vernon : lui-même
- Henny Youngman (VF : Vincent Grass) : lui-même
- Charlie Callas : lui-même
- Steve Allen (VF : Philippe Dumat) ; (VF : Philippe Catoire) : lui-même

### Video Pirates
- William Horace Marshall (VF : Daniel Beretta) ; (VF : Michel Vigné) : le capitaine des pirates
- Tino Insana : M. Sylvio
- Donald Gibb : un pirate

### Son of the Invisible Man
- Ed Begley Jr. (VF : Philippe Ogouz) ; (VF : Jean-Pierre Leroux) : Griffin, le fils de l'homme invisible
- Chuck Lafont (VF : Michel Mella) ; (VF : Pierre Tessier) : Trent
- Pamla Vale : une femme au pub
- Larry Hankin : un homme au pub
- Garry Goodrow : le joueur de dames
- Roger La Page (VF : Jean-Bernard Guillard) : le policier londonien

### Art Sale
- John Ingle (VF : Jean Michaud) : Felix Van Dam, le conservateur du musée

### Titan Man
- Matt Adler (en) (VF : Luq Hamet) ; (VF : Alexis Tomassian) : George
- Kelly Preston (VF : Virginie Méry) : Violet
- Ralph Bellamy (VF : Pierre Hatet) : M. Gower, le pharmacien
- Howard Hesseman (VF : José Luccioni) : Rupert King, le président de Titan Condoms
- Steve Cropper : le client qui demande un autographe
- Christopher Wolf : Bip, la mascotte

### Video Date
- Marc McClure : Ray
- Russ Meyer : le vendeur du vidéo-club
- Corinne Wahl (en) (VF : Laurence Crouzet) : Sherrie
- Andrew Dice Clay (en) (VF : Stéphane Bazin) : Frankie
- Willard E. Pugh (VF : Lucien Jean-Baptiste) : le policier qui parle

### Reckless Youth
- Carrie Fisher (VF : Véronique Desmadryl) : Mary Brown
- Paul Bartel (VF : Jean-Pierre Leroux) ; (VF : Igor De Savitch) : le docteur
- Herb Vigran : l'agent
- Tracy Hutchinson : Floozie
- Mike Mazurki : Dutch
- Frank Beddor (VF : Pierre Tessier) : Ken

## Production
Le tournage a lieu en 1985. Il se déroule dans les Raleigh Studios de Melrose Avenue à Los Angeles, à Agua Dulce (notamment Vasquez Rocks).
Le segment Pethouse Video a été tourné dans deux versions. Dans une version Monique Gabrielle y apparait nue alors qu'une autre version a été tournée pour la télévision dans laquelle elle porte de la lingerie. Par ailleurs, trois segments seront coupés de la version initiale sortie au cinéma : Peter Pan Theater, The Unknown Soldier et The French Ventriloquist's Dummy. Ils seront réintégrés pour la version diffusée à la télévision et en bonus sur le DVD.

## Accueil
La plupart des critiques remarquent que la qualité varie d'un segment à un autre. Dans Variety, on peut notamment lire que c'est un film « irrévérencieux, vulgaire et idiot … [avec] quelques moments hilarants et de vrais gémissements aussi ». Roger Ebert du Chicago Sun-Times pense que l'exercice n'était pas nécessaire et écrit notamment « Les satiristes sont en difficulté lorsque leurs sujets sont plus drôles qu'eux ».
Janet Maslin de The New York Times écrit quant à elle une critique positive : « une aventure anarchique, souvent hilarante, une collection de brefs sketches et de parodies loufoques parfois assez intelligentes, bien qu'elles soient aussi souvent heureusement sophomoriques ».
Certains segments sont davantage plébiscités. Ainsi dans le Chicago Sun-Times, on peut lire que le sketch le plus drôle est probablement Son of the Invisible Man, alors que The New York Times remarque que les meilleurs gags viennent de Robert K. Weiss.
Sur l'agrégateur américain Rotten Tomatoes, il récolte 61 % d'opinions favorables pour 18 critiques et une note moyenne de 5,60⁄10. Sur Metacritic, il obtient une note moyenne de 42⁄100 pour 11 critiques.
Par ailleurs, le film est un échec commercial avec seulement 548 696 $ récoltés au box-office américain. En France, le film n'enregistre que 19 467 entrées.

## Commentaires

### Clins d'oeil
Le premier sketch du film n'est pas sans rappeler le sketch L'Oxyde de zinc et vous du film à sketches Hamburger film sandwich (1977), également réalisé par John Landis et dans lequel une ménagère voyait disparaître un à un les différents éléments de sa cuisine, semant ainsi le désastre.
L'actrice Monique Gabrielle (segment Pethouse Video) a été elle-même la « Penthouse Pet of the Month »[Quoi ?] en décembre 1982.
Dans le sketch Murray in Videoland, le clip dans lequel se retrouve Murrayest If This Is It du groupe Huey Lewis and the News, et le film en noir et blanc est bien sûr King Kong.
Le film Stay Tuned réalisé en 1992 par Peter Hyams reprendra l'idée de personnages transportés dans l'univers de la télévision et naviguant de chaîne en chaîne.
Amazon Women on the Moon est une parodie des innombrables films de science-fiction à petit budget des années 1950, et en premier lieu Cat-Women of the Moon (en) (1953). Bien que le film soit annoncé comme étant diffusé sans aucune interruption publicitaire, ce ne sera pas vraiment le cas. À chaque reprise, le présentateur annonce une année de production différente. Le nom indiqué pour le réalisateur est Samuel L. Bronkowitz, un nom fictif déjà utilisé à de multiples reprises par John Landis dans son film Hamburger Film Sandwich (1977) et créé à base des noms de Samuel Z. Arkoff et Samuel Bronston. Le nom de la chaîne de télévision WIDB est inspiré du nom d'une radio étudiante de l'université de Carbondale (Illinois) dont est originaire le réalisateur Robert K. Weiss.
L'illustration du film Frat Slobs, dans le segment Critic's Corner, pour lequel les deux critiques ont un avis partagé, est en fait tirée du film American College (Animal House) de John Landis.
Le segment Video Pirates est une représentation du piratage de films au sens le plus primaire du terme, dans lequel des pirates des mers abordent un navire battant pavillon de la « MCA Home Video » et y trouvent un trésor rempli de cassettes VHS et de Laserdiscs. Dans le coffre au trésor, on peut apercevoir une cassette du film fictif See You Next Wednesday cher au réalisateur John Landis, ainsi qu'une cassette de Reckless Youth, le dernier sketch du film.
Les noms des personnages principaux du segment Titan Man sont directement repris du film La vie est belle (1946), un classique du cinéma américain.
Le réalisateur John Landis aime bien offrir de petits rôles à des collègues cinéastes. Dans Video Date, on peut voir Russ Meyer, un réalisateur connu pour son obsession des femmes à très forte poitrine. Ira Newborn, compositeur de la musique de son précédent film Série noire pour une nuit blanche ainsi que de la musique de plusieurs films à succès de John Hughes, est présent dans le segment Silly Pate.
Reckless Youth est une parodie du film de sexploitation Sex Madness (en) (1938) traitant des maladies vénériennes. Lorsque Mary Brown affirme que ses pires craintes se confirment, on peut voir que le rapport médical du docteur est en réalité une partition musicale. Le personnage de Pete Jones, le monstre fumeur et alcoolique, est en réalité une image d'archive de l'acteur Béla Lugosi, célèbre pour son rôle de Dracula dans la version de 1931.
L'émission du segment Bullshit or Not? rappelle des émissions revenant sur des mystères et autres phénomènes paranormaux comme Ripley's Believe It or Not! ou In Search of… (en).

### Titre français
Le titre français Cheeseburger film sandwich a été choisi en référence à Hamburger film sandwich, autre film à sketches réalisé par John Landis (1977) et dont Amazon Women of the Moon est parfois considéré (à tort) comme une suite, à cause de leur similitude mais aussi parce que John Landis a réalisé plusieurs des sketches de ce dernier.